# Краснощельє
Краснощельє (рос. Краснощелье) — село у Ловозерському районі Мурманської області Російської Федерації.
Населення становить 423 особи. Належить до муніципального утворення Ловозерське сільське поселення .

## Населення
| 2002 | 2010 |
| ---- | ---- |
| 605  | ↘423 |